# Pila ampullacea
Pila ampullacea es una especie de caracol de agua dulce con opérculo. Se trata de un molusco gastrópodo acuático de la familia Ampullariidae, conocidos como caracoles manzana.

## Distribución
Sur de Asia (Tailandia, Vietnam, Indonesia, Filipinas, Singapur, Borneo, Sumatra y otros).

## Descripción
La concha de este caracol manzana asiático es globosa con apertura ovalada y varía de 90 a 100 mm de alto y de 85 a 90 mm de ancho. La espira es bastante corta y el ombligo estrecho o casi cerrado. La superficie de la concha es lisa. El color varía de verde brillante a pardo anaranjado con bandas espirales rojizas. La parte interna de la concha es amarillenta con un tinte púrpura y está marcada con fuertes bandas en espiral, más claras en el labio. El opérculo es dos veces más alto que ancho y está calcificado en individuos más viejos. Los huevos son blancos y calcáreos, y se depositan por encima de la línea del agua en bancos y marismas, en depresiones poco profundas. Se alimentan de todo tipo de vegetación acuática, es decir, algas. Pila ampullacea estiva durante la estación seca. Los caracoles se entierran en el lodo y se pueden encontrar hasta profundidades de 1 m.

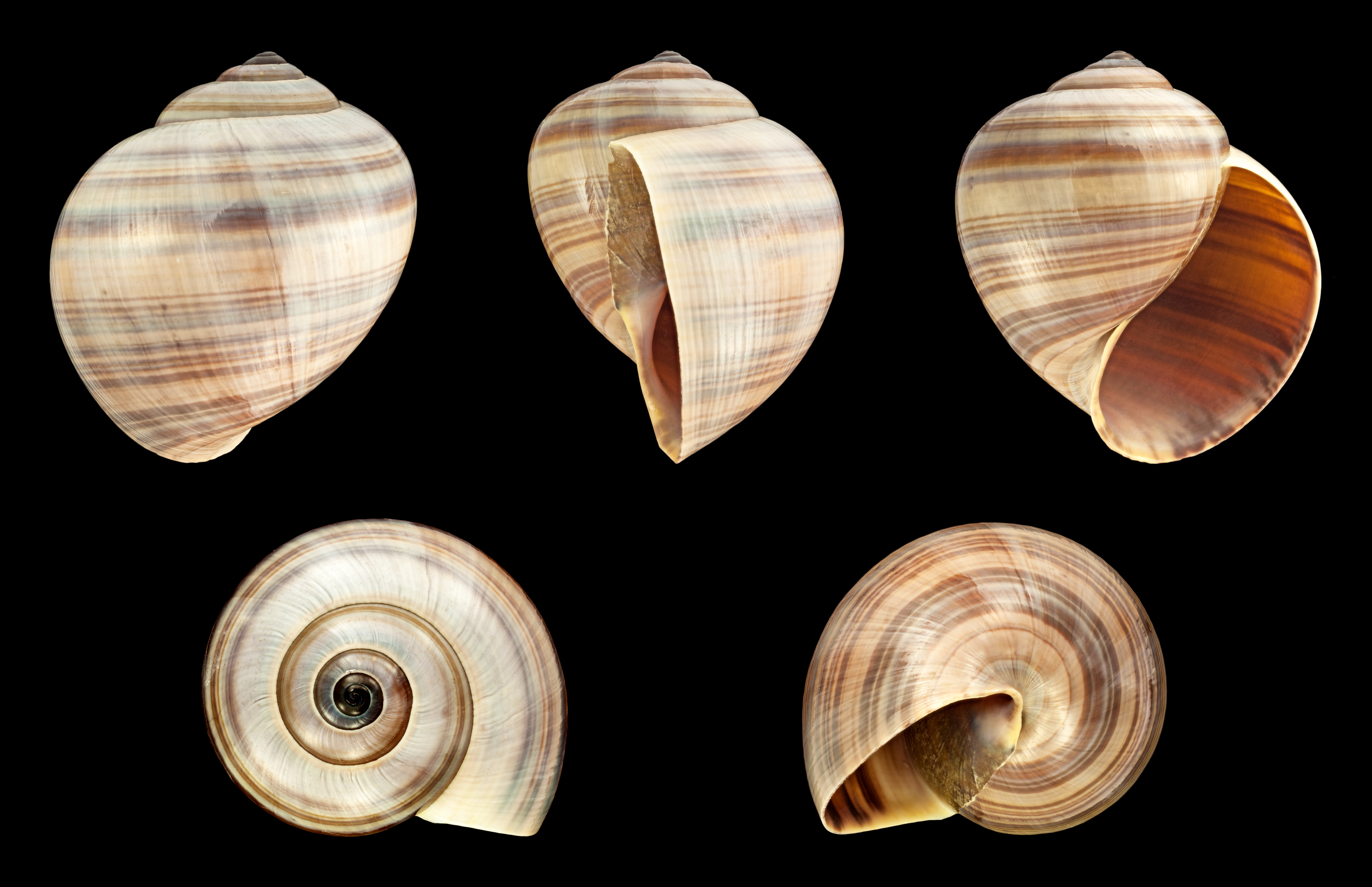
Cinco vistas de una concha de Pila ampullacea

## Como comida
Pila ampullacea, junto con Pila pesmei, son especies de caracoles de los campos de arroz. Tradicionalmente, son consumidos en Tailandia, adonde han sido desplazadas por el caracol invasor Pomacea canaliculata. En Indonesia, es famoso como keong sawah o tutut como cocina tradicional que a menudo se hierve o se asa a la parrilla como satay.

## Importancia sanitaria
Pila ampullacea es hospedador intermediario del nematodo parásito Angiostrongylus cantonensis, que provoca angiostrongiliasis, la causa más común de meningitis eosinofílica, en el sureste de Asia y la cuenca del Pacífico. En el caracol se desarrollan las larvas del nematodo hasta que pueden infectar al hosperador definitivo. El humano es un huésped incidental, que resulta infectado al ingerir caracoles u otros vectores crudos o poco cocidos, o por agua y verduras contaminadas.